# Bazzania okaritana
Bazzania okaritana är en bladmossart som beskrevs av Meagher et Glenny. Bazzania okaritana ingår i släktet revmossor, och familjen Lepidoziaceae. Inga underarter finns listade i Catalogue of Life.